# Lazos interpersonales

Nodos (individuos) y lazos interpersonales (conexiones) en una red social.

En sociología matemática y análisis de redes, los lazos o vínculos interpersonales son definidos como conexiones portadoras de información entre actores, personas o individuos. En general pueden ser de tres tipos: fuertes, débiles o ausentes.
Se sostiene que los lazos interpersonales débiles son los más presentes en las redes sociales en la sociedad, así como los mayores responsables de la transmisión de información a través de dichas redes. Específicamente, existe más información nueva que fluye a los individuos a través de lazos interpersonales débiles que fuertes. Debido a que nuestros amigos cercanos tienden a moverse en los mismos círculos sociales que nosotros, la información que ellos reciben se superpone considerablemente con la que ya conocíamos. Nuestros conocidos, en cambio, conocen más personas que nosotros no, y por lo tanto reciben más información nueva que nos es desconocida.
De acuerdo con Granovetter, los lazos interpersonales ausentes («absent ties») corresponden a aquellas relaciones que carecen de un significado sustancial, tales como las de vecinos que viven en una misma calle, que sólo se ubican y saludan pero en realidad no se conocen, o la relación que se entabla cuando uno va a comprarle frecuentemente un producto a un mismo vendedor. Asimismo, el hecho que dos personas se conozcan sus nombres no califica necesariamente para la existencia de un lazo débil. Si la interacción de estos es despreciable entonces el lazo es ausente. La fuerza de un lazo interpersonal es una combinación de la cantidad de tiempo, intensidad emocional, intimidad (o mutua confidencia) y servicios recíprocos de las partes que caracterizan a cada lazo.

## Redes sociales
En redes sociales, las relaciones sociales son vistas en términos de aristas (lazos) entre pares de nodos (actores o individuos). Así, en un grafo que representa una red social puede haber muchos tipos de lazos entre los nodos.
Los lazos interpersonales pueden representar relaciones de evaluaciones o sentimiento (e.g. amistad, simpatía, respeto, disgusto, etc.), transacciones o transferencias (sean estas materiales o inmateriales), interacciones (e.g. asistir a una fiesta, conversar, discutir, etc.), movimiento físico (e.g. migraciones de un lugar a otro) o social (e.g. desplazamientos entre ocupaciones o estatus), roles formales (e.g. jefe/empleado, profesor/estudiante, médico/paciente, etc.), relaciones de parentesco (e.g. de matrimonio o ascendencia), etc.

### Tipos de lazos
Además de la clasificación de lazo fuerte, débil y ausente, los lazos se pueden clasificar como dirigidos o no dirigidos (es decir, relaciones simétricas, en este último caso), dependiendo de la direccionalidad de la relación. Por otra parte, también se pueden clasificar en lazos dicotómicos o valorados, dependiendo de si pueden ser valorizados como un valor binario (verdadero/falso) o como otra cantidad, respectivamente.

### Hipótesis del lazo débil

Esquema que representa la Hipótesis del lazo débil.

La «hipótesis del lazo débil», como originalmente la estableció Anatol Rapoport en 1957, dice que usando una combinación de probabilidad y matemáticas, si un nodo A es conectado a dos nodos B y C, entonces hay una probabilidad mayor de que B y C estén conectados entre sí.
Es decir, si consideramos cualesquiera dos individuos A y B seleccionados al azar, a partir del conjunto S = {A,B,C,D,E,...} de todas las personas con lazos a alguno de ellos o a ambos, entonces, por ejemplo, si A está fuertemente ligado a B y C, entonces de acuerdo con argumentos de probabilidad, el lazo B-C estará siempre presente. La ausencia del lazo B-C, en esta situación, crearía, de acuerdo con Granovetter, lo que se conoce como tríada prohibida («forbidden triad»). En otras palabras, el lazo B-C, de acuerdo con esta lógica, está siempre presente, sea débil o fuerte, dado los otros dos lazos fuertes. Siguiendo con la idea, la hipótesis postula que se formarán grupos de cliques de estructuras sociales, siendo acotados predominantemente por lazos fuertes, y que los lazos débiles cumplirán con una función de puentes entre dos grupos densamente conectados de amigos cercanos.
De lo anterior se sigue que los individuos con pocos lazos débiles correspondientes a puentes, serán privados de información desde partes distantes del sistema social y confinados así a nuevas noticias locales y otras ya conocidas de sus amigos cercanos. A partir de estas bases, otras teorías pueden ser formuladas y testeadas, como por ejemplo que la difusión de información, como los rumores, puede ser atenuado por medio de lazos fuertes, y así el flujo se facilita a través de los lazos débiles.